# Coastal Aviation
Coastal Aviation è una compagnia aerea charter attiva nel settore dei Safari aerei in Africa Orientale con base a Dar es Salaam, Tanzania, a partire dal 1987. Quando venne fondata, Coastal intuì subito l'opportunità di entrare nell'industria del turismo, ma anziché investire nell'acquisto di veicoli, poiché troppo subordinata agli investimenti statali in strade, ponti e infrastrutture turistiche in genere, Coastal sviluppò una rete di Safari aerei in grado di raggiungere le regioni più remote ed isolate dell'Africa Orientale, non raggiungibile con le strade.
Coastal, dopo aver iniziato le attività con un singolo aeroplano utilizzato tra Dar es Salaam e la Riserva faunistica del Selouse, si è sviluppata fino a diventare la società leader nel settore dei Safari aerei in Africa Orientale, potendo contare su una flotta di 30 aeroplani che collegano 42 destinazioni sparse tra Tanzania, Kenya e Ruanda.
La flotta di Coastal comprende 4 tipi di aeromobili: Cessna 208, Cessna 206, Cessna 172 and Pilatus PC-12.

## Destinazioni

### Domestiche
- Arusha
- Dar es Salaam
- Kigali
- Mount Kilimanjaro (Diverse destinazioni)
- Mafia
- Manyara
- Pemba
- Ruaha
- Rubondo
- Saadani
- Serengeti (Diverse destinazioni all'interno della Riserva)
- Songo Songo
- Tanga
- Tarangire
- Tarime
- Zanzibar.

### Internazionali
- Kigali, Ruanda
- Nairobi, Kenya